# Le Bonhomme
Le Bonhomme település Franciaországban, Haut-Rhin megyében. Lakosainak száma 753 fő (2022. január 1.). Le Bonhomme Orbey, Lapoutroie, Sainte-Marie-aux-Mines, Plainfaing, La Croix-aux-Mines és Fraize községekkel határos.

## Népesség
A település népességének változása:
| Lakosok száma | 816  | 780  | 791  | 752  | 743  | 741  | 745  | 749  | 753  |
|               | 2013 | 2015 | 2016 | 2017 | 2018 | 2019 | 2020 | 2021 | 2022 |